# Knooppunt Machelen
De verkeerswisselaar van Machelen is een Belgisch knooppunt tussen de A1/E19 en de Brusselse Ring R0 nabij Machelen. Het knooppunt heeft kenmerken van een turbineknooppunt en een sterknooppunt. Het stuk A1/E19 eindigt op de Brusselse Ring, er is echter een volledige verkeerswisselaar aangelegd; de niet gebruikte delen zijn dan ook afgesloten.
Op 5 mei 2008 werd de brug die gebruikt wordt om vanuit de E19 tot op de Ring richting Zaventem te rijden, voor een jaar afgesloten voor alle verkeer. Er werd een omleiding voorzien via enkele reeds aangelegde of nieuwe wegen en bruggen. Tijdens dit jaar werden voorbereidingswerkzaamheden verricht voor de spoorlijn die in het kader van het Diabolo-project dit knooppunt zal doorkruisen. Ook vond er een onderhoud plaats aan de brug en werd ze verbreed. De werken aan de nieuwe spoorlijn 25N werden opgeleverd voor de opening op 10 juni 2012. Hiervoor werd ook een nieuwe brug over de Woluwelaan gebouwd.
De niet gebruikte delen van het knooppunt werden tijdens de werken voor Diabolo vernieuwd en werden in het najaar van 2017 aangesloten op de Woluwelaan. De verbinding van de Ring met de Woluwelaan werd echter nog niet in gebruik genomen. Dit is voorzien voor juli 2023. De Woluwelaan maakt echter geen verbinding met de E19. De oorspronkelijk voorziene verbinding tussen Brussel en E19 wordt ingenomen door de spoorlijn.
| Aansluitende wegen                 | Aansluitende wegen | Aansluitende wegen | Aansluitende wegen | Aansluitende wegen                                 |
| ---------------------------------- | ------------------ | ------------------ | ------------------ | -------------------------------------------------- |
| richting Gent / Charleroi / Bergen |                    |                    |                    | richting Mechelen / Antwerpen                      |
|                                    |                    |                    |                    |                                                    |
|                                    |                    |                    |                    |                                                    |
|                                    |                    |                    |                    |                                                    |
| richting Woluwelaan                |                    |                    |                    | richting Luchthaven Zaventem / Leuven Luik / Namen |

Aalbeke · Antwerpen-Centrum · Antwerpen-Haven · Antwerpen-Noord · Antwerpen-Oost · Antwerpen-West · Antwerpen-Zuid · Arquennes · Battice · Beaufays · Beveren · Bois-d'Haine · Brugge · Cerexhe · Charleroi-Nord · Charleroi-Sud · Cheratte · Daussoulx · Destelbergen · Doornik · Familleureux · Fexhe-Slins · Gent-Centrum · Gouy · Grâce-Hollogne · Groot-Bijgaarden · Hautrage · Hauts-Sarts · Heppignies · Heverlee · Hoog-Itter · Houdeng-Goegnies · Jabbeke · Jemappes · Kortrijk-West · Kortrijk-Zuid · Leonardkruispunt · Loncin · Lummen · Machelen · Marcinelle · Marquain · Merelbeke · Moorsele · Neufchâteau · Ranst · Sint-Stevens-Woluwe · Strombeek-Bever · Thiméon · Ville-sur-Haine · Vottem · Wilrijk-Valaar · Zaventem · Zwijnaarde